# El Eco del Bruch (1869-1873)
El Eco del Bruch fue un semanario político satírico carlista editado entre 1869 y 1873 en la ciudad española de Manresa, durante el Sexenio Revolucionario.

## Historia
Subtitulado «Periódico católico-monárquico de Manresa» y adscrito a la causa de Carlos VII, salió el 5 de diciembre de 1869. Decía que «su producto está destinado para los pobres y perseguidos carlistas». La cabecera mostraba una imagen del tamborilero del Bruc con la bandera de «Dios, Patria y Rey».
Tenía su redacción y administración en la calle Nou, n.º 12, con formato de 433 x 287 mm a cuatro páginas y tres columnas. Publicaba textos en castellano y en catalán. La suscripción costaba 0,75 pesetas al mes o 2 pesetas al trimestre.
El semanario nació como medida de reacción frente a la campaña anticlerical de buena parte de la prensa de Barcelona. Arturo Masriera narraría de este modo su aparición:

La prensa sectaria manifestábase por aquel entonces en Barcelona en forma de semanarios ilustrados, cuyos textos no merecían, por cierto, tal adjetivo. La calumnia sistemática contra el clero y Ordenes religiosas y el chiste procaz y desenvuelto, prodigado sin arte y sin decoro por Torcuato Tárrago, Martínez Villergas y Eusebio Blasco, en almanaques cursis de Madrid y mal traducidos al catalán en estos semanarios de Barcelona, venían a constituir todo el meollo intelectual de estos papelotes. Luis Fiter, un día, agitando uno de ellos, con voz tribunicia, dijo a sus compañeros de mesa:

—Propongo un auto de fe para este papel demoledor de la verdad y de las buenas costumbres. Pero, como no basta destruir, sino que es menester edificar, propongo también, desde ahora, la fundación de un semanario redactado por nosotros, que defienda todo lo que este papel tan cobardemente ataca.
—¡Aceptado!— contestaron todos a una.

Y desde aquel día: quedó constituido el cuerpo de Redacción, formado por Luis Fiter, Manuel Gaya y el impresor Mariol. Titulóse el nuevo semanario El Eco del Bruch, estampóse en Manresa, y quien tenga su colección a la vista (1872-1876), podrá hacerse cargo del derroche de ingenio, amenidad, valentía y acometividad periodística que en el mismo prodigaron sus redactores. Casi todos los artículos de Gaya merecían las iras de la censura gubernativa, que los denunciaba sin piedad, mientras Fiter se enojaba por no merecer los suyos igual persecución. Pero hay que notar también que, mientras los semanarios del otro bando llegaban al décimo y aún al vigésimo millar en sus tiradas, El Eco del Bruch raras veces pudo rebasar el segundo. Habent sua fata libeli!...

El 24 de marzo de 1872 publicó un artículo titulado «La dignidad de los hombres de la causa carlista», en el que lamentaba la renuncia del escritor Francisco Navarro Villoslada como director del diario carlista madrileño El Pensamiento Español debido a disensiones internas en el carlismo.
Continuó editándose hasta el 2 de abril de 1873, cesando su publicación en plena tercera guerra carlista.